# Danh sách tập phim Star Wars: The Clone Wars

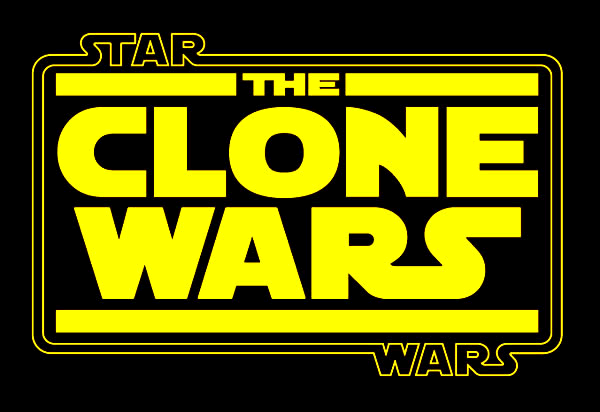
Logo sê-ri Star Wars: The Clone Wars

Star Wars: The Clone Wars là sê-ri phim hoạt hình máy tính 3D của Mỹ, được tạo bởi hãng Lucasfilm Animation, Lucasfilm Animation Singapore và CGCG Inc. Vào ngày 15/8/2008, bộ phim điện ảnh mở đầu sê-ri được công chiếu tại các rạp; nó có vai trò như là tập giới thiệu của sê-ri. Bộ phim đã ra mắt trên truyền hình trên kênh Cartoon Network Mỹ vào ngày 3 tháng 10 năm 2008. Bối cảnh của nó đặt trong thiên hà giả tưởng Chiến tranh giữa các vì sao, trong khoảng thời gian ba năm giữa Tập II - Sự xâm lăng của người vô tính và Tập III - Sự báo thù của người Sith (cùng trong khoảng thời gian và thay thế loạt phim Clone Wars năm 2003 trước đó). Mỗi tập có thời lượng là 22 phút, trong khung chương trình dài nửa giờ. Người sáng lập Star Wars, George Lucas ban đầu tuyên bố rằng "sẽ có ít nhất 100 tập được sản xuất"; trong tổng số đã có 129 tập.
Vào ngày 11 tháng 3 năm 2013, Lucasfilm tuyên bố rằng The Clone Wars sẽ "kết thúc", và vậy đã hủy sê-ri khi Lucasfilm kết thúc hợp đồng với Cartoon Network sau vụ mua lại công ty của Disney. Các tập chưa phát hành nhưng đã được sản xuất được gọi là "nội dung thưởng". Vào ngày 16 tháng 1 năm 2014, mạng truyền hình Super RTL của Đức đã công bố kế hoạch phát sóng các nội dung thưởng và gọi là mùa thứ sáu, bao gồm 13 tập. Mùa 6, cùng với các mùa khác và phim điện ảnh, được phát hành trên Netflix vào ngày 7 tháng 3 năm 2014.

Tuy nhiên, vào tháng 7 năm 2018, Lucasfilm đã thông báo tại San Diego Comic-Con rằng The Clone Wars sẽ trở lại với 12 tập mới trên nền tảng Disney+. Mùa mới sẽ là mùa thứ 7 và cuối cùng của loạt phim, và bắt đầu ra mắt vào ngày 21 tháng 2 năm 2020.

## Danh sách tập phim
| Mùa | Mùa  | Số tập | Số tập | Phát sóng gốc       | Phát sóng gốc       | Phát sóng gốc   |
| Mùa | Mùa  | Số tập | Số tập | Phát sóng lần đầu   | Phát sóng lần cuối  | Network         |
| --- | ---- | ------ | ------ | ------------------- | ------------------- | --------------- |
|     | Film | Film   | Film   | 15 tháng 8 năm 2008 | 15 tháng 8 năm 2008 | Chiếu rạp       |
|     | 1    | 22     | 22     | 3 tháng 10 năm 2008 | 20 tháng 3 năm 2009 | Cartoon Network |
|     | 2    | 22     | 22     | 2 tháng 10 năm 2009 | 30 tháng 4 năm 2010 | Cartoon Network |
|     | 3    | 22     | 22     | 17 tháng 9 năm 2010 | 1 tháng 4 năm 2011  | Cartoon Network |
|     | 4    | 22     | 22     | 16 tháng 9 năm 2011 | 16 tháng 3 năm 2012 | Cartoon Network |
|     | 5    | 20     | 20     | 29 tháng 9 năm 2012 | 2 tháng 3 năm 2013  | Cartoon Network |
|     | 6    | 13     | 13     | 15 tháng 2 năm 2014 | 7 tháng 3 năm 2014  | Netflix         |
|     | 7    | 12     | 12     | 21 tháng 2 năm 2020 | 8 tháng 5 năm 2020  | Disney+         |

### Phim (2008)
Là phim dẫn vào sê-ri cùng tên, bộ phim này đã được công chiếu ngày 15 tháng 8 năm 2008, và được phân phối bởi Warner Bros. Pictures. Mặc dù nhận được sự đón nhận không mấy mặn mà từ giới phê bình, bộ phim đã thành công về doanh thu phòng vé và thu về 68,3 triệu đô la trên toàn thế giới so với ngân sách 8,5 triệu đô la.
| Tiêu đề | Đạo diễn    | Biên kịch                                     | Ngày phát hành gốc  | Mã sản xuất               |
| --- | ----------- | --------------------------------------------- | ------------------- | ------------------------- |
| Star Wars: The Clone Wars | Dave Filoni | Henry Gilroy & Steven Melching & Scott Murphy | 15 tháng 8 năm 2008 | 1.01 / 1.03 / 1.04 / 1.18 |
| Khi ngày càng nhiều hệ sao bị cuốn vào vòng xoáy của cuộc Chiến tranh vô tính, các Hiệp sĩ Jedi dũng cảm đấu tranh để duy trì trật tự. Anakin Skywalker và đệ tử Padawan của mình, Ahsoka Tano bắt tay vào một nhiệm vụ đưa họ tới đối mặt với tên Jabba the Hutt. Đang mưu đồ cản trở họ là tên Bá tước Dooku và điệp vụ của hắn, Asajj Ventress, người sẽ đảm bảo rằng các Jedi sẽ thất bại. Trong khi ấy, hai bậc thầy Jedi Yoda và Obi-Wan Kenobi lãnh đạo đội quân lính vô tính chống lại các thế lực của phe bóng tối. Chú ý: Theo trình tự thời gian, các sự kiện của phim mở đầu này thực ra diễn ra vào khoảng giữa tập 16 ("The Hidden Enemy") và tập 45 ("Clone Cadets"). |             |                                               |                     |                           |

### Mùa 1 (2008-2009)
Các tập phim ra mắt của Star Wars: The Clone Wars được phát sóng vào ngày 3 tháng 10 năm 2008 và lập kỷ lục mới trên Cartoon Network, là buổi ra mắt sê-ri được xem nhiều nhất của kênh khi đó, đã thu hút 3,992 triệu người xem. Tập cuối của mùa, "Hostage Crisis (Khủng hoảng con tin)", được phát sóng vào ngày 20 tháng 3 năm 2009 và lần chiếu đầu tiên đã thu được 3.297 triệu người xem. Mùa 1 mô tả những nỗ lực của phe Cộng hòa và phe Ly khai nhằm lấy được sự trung thành của chính quyền trên nhiều hành tinh và mặt trăng.
| TT. tổng thể | TT. trong mùa phim | Tiêu đề                                                      | Đạo diễn              | Biên kịch                                    | Ngày phát hành gốc   | Mã sản xuất | Người xem tại US (triệu) |
| --- | ------------------ | ------------------------------------------------------------ | --------------------- | -------------------------------------------- | -------------------- | ----------- | ------------------------ |
| 1 | 1                  | "Ambush (Mai phục)"                                          | Dave Bullock          | Steven Melching                              | 3 tháng 10 năm 2008  | 1.08        | 3.99                     |
| Sư phụ Yoda phải đối đầu với tên sát thủ đáng sợ Asajj Ventress và đội quân người máy khổng lồ của cô ta để chứng minh Jedi đủ mạnh để bảo vệ một hành tinh chiến lược và lập ra một hiệp ước cho Cộng hòa. Ventress đã thất bại trước Yoda, vì vậy Dooku bảo Ventress hãy giết vua của hành tinh, người muốn ký hiệp ước với Cộng hòa. Yoda đã bảo vệ nhà vua thành công khỏi Ventress, cô ta sau đó chạy trốn. Chú ý: Theo trình tự thời gian thì thật ra sự kiện trong tập này nằm giữa tập 47 ("Supply Lines") và tập 2 ("Rising Malevolence"). |                    |                                                              |                       |                                              |                      |             |                          |
| 2 | 2                  | "Rising Malevolence (Tàu Malevolence trỗi dậy)"              | Dave Filoni           | Steven Melching                              | 3 tháng 10 năm 2008  | 1.07        | 4.92                     |
| 3 | 3                  | "Shadow of Malevolence (Bóng tối của Malevolence)"           | Brian Kalin O'Connell | Steven Melching                              | 10 tháng 10 năm 2008 | 1.09        | 2.8                      |
| 4 | 4                  | "Destroy Malevolence (Tiêu diệt Malevolence)"                | Brian Kalin O'Connell | Steven Melching                              | 17 tháng 10 năm 2008 | 1.11        | N/A                      |
| 5 | 5                  | "Rookies (Tân binh)"                                         | Justin Ridge          | Steven Melching                              | 24 tháng 10 năm 2008 | 1.14        | N/A                      |
| 6 | 6                  | "Downfall of a Droid (Ngày tàn của người máy)"               | Rob Coleman           | George Krstic                                | 7 tháng 11 năm 2008  | 1.02        | N/A                      |
| 7 | 7                  | "Duel of the Droids (Cuộc đấu của những người máy)"          | Rob Coleman           | Kevin Campbell & Henry Gilroy                | 14 tháng 11 năm 2008 | 1.06        | N/A                      |
| 8 | 8                  | "Bombad Jedi"                                                | Jesse Yeh             | Kevin Rubio & Steven Melching & Henry Gilroy | 21 tháng 11 năm 2008 | 1.05        | 2.77                     |
| 9 | 9                  | "Cloak of Darkness (Lốt bóng tối)"                           | Dave Filoni           | Paul Dini                                    | 5 tháng 12 năm 2008  | 1.10        | 1.95                     |
| 10 | 10                 | "Lair of Grievous (Sào huyệt của Grievous)"                  | Atsushi Takeuchi      | Henry Gilroy                                 | 12 tháng 12 năm 2008 | 1.12        | 2.14                     |
| 11 | 11                 | "Dooku Captured (Dooku bị bắt)"                              | Jesse Yeh             | Julie Siege                                  | 2 tháng 1 năm 2009   | 1.16        | N/A                      |
| 12 | 12                 | "The Gungan General (Tướng quân người Gungan)"               | Justin Ridge          | Julie Siege                                  | 9 tháng 1 năm 2009   | 1.20        | 2.31                     |
| 13 | 13                 | "Jedi Crash (Jedi tổn thất)"                                 | Rob Coleman           | Katie Lucas                                  | 16 tháng 1 năm 2009  | 1.22        | 2.35                     |
| 14 | 14                 | "Defenders of Peace (Người bảo vệ hòa bình)"                 | Steward Lee           | Bill Canterbury                              | 23 tháng 1 năm 2009  | 1.24        | 2.17                     |
| 15 | 15                 | "Trespass (Xâm phạm)"                                        | Brian Kalin O'Connell | Steven Melching                              | 30 tháng 1 năm 2009  | 1.25        | 2.62                     |
| 16 | 16                 | "The Hidden Enemy (Kẻ thù giấu mặt)"                         | Steward Lee           | Drew Z. Greenberg                            | 6 tháng 2 năm 2009   | 2.01        | 2.51                     |
| 17 | 17                 | "Blue Shadow Virus (Virus Bóng Xanh)"                        | Giancarlo Volpe       | Craig Titley                                 | 13 tháng 2 năm 2009  | 1.26        | 2.94                     |
| 18 | 18                 | "Mystery of a Thousand Moons (Bí ẩn của Một ngàn Mặt trăng)" | Jesse Yeh             | Brian Larsen                                 | 20 tháng 2 năm 2009  | 2.02        | 2.11                     |
| 19 | 19                 | "Storm Over Ryloth (Bão Qua Ryloth)"                         | Brian Kalin O'Connell | George Krstic & Scott Murphy & Henry Gilroy  | 27 tháng 2 năm 2009  | 1.15        | 2.37                     |
| 20 | 20                 | "Innocents of Ryloth (Dân thơ trên Ryloth)"                  | Justin Ridge          | Randy Stradley & Henry Gilroy                | 6 tháng 3 năm 2009   | 1.17        | 2.49                     |
| 21 | 21                 | "Liberty on Ryloth (Tự Do Trên Ryloth)"                      | Rob Coleman           | Henry Gilroy                                 | 13 tháng 3 năm 2009  | 1.19        | 3.01                     |
| 22 | 22                 | "Hostage Crisis (Khủng Hoảng Con Tin)"                       | Giancarlo Volpe       | Eoghan Mahony                                | 20 tháng 3 năm 2009  | 2.04        | 3.29                     |

### Mùa 2:Thợ săn tiền thưởng trỗi dậy(2009–10)
| TT. tổng thể | TT. trong mùa phim | Tiêu đề                        | Đạo diễn               | Biên kịch                       | Ngày phát hành gốc   | Mã sản xuất | Người xem tại US (triệu) |
| ------------ | ------------------ | ------------------------------ | ---------------------- | ------------------------------- | -------------------- | ----------- | ------------------------ |
| 23           | 1                  | "Holocron Heist"               | Justin Ridge           | Paul Dini                       | 2 tháng 10 năm 2009  | 1.23        | 2.58                     |
| 24           | 2                  | "Cargo of Doom"                | Rob Coleman            | George Krstic                   | 2 tháng 10 năm 2009  | 1.13        | 2.58                     |
| 25           | 3                  | "Children of the Force"        | Brian Kalin O'Connell  | Henry Gilroy & Wendy Meracle    | 9 tháng 10 năm 2009  | 2.03        | 2.8                      |
| 26           | 4                  | "Senate Spy"                   | Steward Lee            | Melinda Hsu                     | 16 tháng 10 năm 2009 | 2.05        | N/A                      |
| 27           | 5                  | "Landing at Point Rain"        | Brian Kalin O'Connell  | Brian Larsen                    | 6 tháng 11 năm 2009  | 2.07        | N/A                      |
| 28           | 6                  | "Weapons Factory"              | Giancarlo Volpe        | Brian Larsen                    | 13 tháng 11 năm 2009 | 2.08        | N/A                      |
| 29           | 7                  | "Legacy of Terror"             | Steward Lee            | Eoghan Mahony                   | 20 tháng 11 năm 2009 | 2.09        | N/A                      |
| 30           | 8                  | "Brain Invaders"               | Steward Lee            | Andrew Kreisberg                | 4 tháng 12 năm 2009  | 2.12        | N/A                      |
| 31           | 9                  | "Grievous Intrigue"            | Giancarlo Volpe        | Ben Edlund                      | 1 tháng 1 năm 2010   | 2.14        | N/A                      |
| 32           | 10                 | "The Deserter"                 | Robert Dalva           | Carl Ellsworth                  | 1 tháng 1 năm 2010   | 2.06        | N/A                      |
| 33           | 11                 | "Lightsaber Lost"              | Giancarlo Volpe        | Drew Z. Greenberg               | 22 tháng 1 năm 2010  | 2.11        | N/A                      |
| 34           | 12                 | "The Mandalore Plot"           | Kyle Dunlevy           | Melinda Hsu                     | 29 tháng 1 năm 2010  | 2.13        | N/A                      |
| 35           | 13                 | "Voyage of Temptation"         | Brian Kalin O' Connell | Paul Dini                       | 5 tháng 2 năm 2010   | 1.21        | N/A                      |
| 36           | 14                 | "Duchess of Mandalore"         | Brian Kalin O' Connell | Drew Z. Greenberg               | 12 tháng 2 năm 2010  | 2.16        | N/A                      |
| 37           | 15                 | "Senate Murders"               | Brian Kalin O' Connell | Drew Z. Greenberg               | 12 tháng 3 năm 2010  | 2.10        | N/A                      |
| 38           | 16                 | "Cat and Mouse"                | Kyle Dunlevy           | Brian Larsen                    | 20 tháng 3 năm 2010  | 2.17        | 2.02                     |
| 39           | 17                 | "Bounty Hunters"               | Steward Lee            | Carl Ellsworth                  | 27 tháng 3 năm 2010  | 2.19        | N/A                      |
| 40           | 18                 | "The Zillo Beast"              | Giancarlo Volpe        | Craig Titley                    | 3 tháng 4 năm 2010   | 2.22        | N/A                      |
| 41           | 19                 | "The Zillo Beast Strikes Back" | Steward Lee            | Steven Melching                 | 10 tháng 4 năm 2010  | 2.23        | N/A                      |
| 42           | 20                 | "Death Trap"                   | Steward Lee            | Doug Petrie                     | 17 tháng 4 năm 2010  | 2.15        | 2.85                     |
| 43           | 21                 | "R2 Come Home"                 | Giancarlo Volpe        | Eoghan Mahony                   | 24 tháng 4 năm 2010  | 2.18        | 2.76                     |
| 44           | 22                 | "Lethal Trackdown"             | Dave Filoni            | Dave Filoni & Drew Z. Greenberg | 30 tháng 4 năm 2010  | 2.20        | 2.76                     |

### Mùa 3:Bí mật được hé lộ(2010-11)
| TT. tổng thể | TT. trong mùa phim | Tiêu đề                | Đạo diễn              | Biên kịch                         | Ngày phát hành gốc   | Mã sản xuất | Người xem tại US (triệu) |
| ------------ | ------------------ | ---------------------- | --------------------- | --------------------------------- | -------------------- | ----------- | ------------------------ |
| 45           | 1                  | "Clone Cadets"         | Dave Filoni           | Cameron Litvack                   | 17 tháng 9 năm 2010  | 3.01        | 2.42                     |
| 46           | 2                  | "ARC Troopers"         | Kyle Dunlevy          | Cameron Litvack                   | 17 tháng 9 năm 2010  | 3.02        | 2.42                     |
| 47           | 3                  | "Supply Lines"         | Brian Kalin O'Connell | Steven Melching & Eoghan Mahony   | 24 tháng 9 năm 2010  | 2.24        | 1.69                     |
| 48           | 4                  | "Sphere of Influence"  | Kyle Dunlevy          | Katie Lucas & Steven Melching     | 1 tháng 10 năm 2010  | 2.25        | 1.88                     |
| 49           | 5                  | "Corruption"           | Giancarlo Volpe       | Cameron Litvack                   | 8 tháng 10 năm 2010  | 3.04        | 1.78                     |
| 50           | 6                  | "The Academy"          | Giancarlo Volpe       | Katie Lucas & Steven Melching     | 15 tháng 10 năm 2010 | 2.26        | 1.79                     |
| 51           | 7                  | "Assassin"             | Kyle Dunlevy          | Katie Lucas                       | 22 tháng 10 năm 2010 | 2.21        | 1.85                     |
| 52           | 8                  | "Evil Plans"           | Brian Kalin O'Connell | Steve Mitchell & Craig Van Sickle | 5 tháng 11 năm 2010  | 3.03        | 1.84                     |
| 53           | 9                  | "Hunt for Ziro"        | Steward Lee           | Steve Mitchell & Craig Van Sickle | 12 tháng 11 năm 2010 | 3.05        | 1.76                     |
| 54           | 10                 | "Heroes on Both Sides" | Kyle Dunlevy          | Daniel Arkin                      | 19 tháng 11 năm 2010 | 3.06        | 1.75                     |
| 55           | 11                 | "Pursuit of Peace"     | Duwayne Dunham        | Daniel Arkin                      | 3 tháng 12 năm 2010  | 3.07        | 1.61                     |
| 56           | 12                 | "Nightsisters"         | Giancarlo Volpe       | Katie Lucas                       | 7 tháng 1 năm 2011   | 3.08        | 1.86                     |
| 57           | 13                 | "Monster"              | Kyle Dunlevy          | Katie Lucas                       | 14 tháng 1 năm 2011  | 3.10        | N/A                      |
| 58           | 14                 | "Witches of the Mist"  | Giancarlo Volpe       | Katie Lucas                       | 21 tháng 1 năm 2011  | 3.12        | 2.21                     |
| 59           | 15                 | "Overlords"            | Steward Lee           | Christian Taylor                  | 28 tháng 1 năm 2011  | 3.09        | 1.74                     |
| 60           | 16                 | "Altar of Mortis"      | Brian Kalin O'Connell | Christian Taylor                  | 4 tháng 2 năm 2011   | 3.11        | 2.29                     |
| 61           | 17                 | "Ghosts of Mortis"     | Steward Lee           | Christian Taylor                  | 11 tháng 2 năm 2011  | 3.13        | 2.24                     |
| 62           | 18                 | "The Citadel"          | Kyle Dunlevy          | Matt Michnovetz                   | 18 tháng 2 năm 2011  | 3.14        | 1.84                     |
| 63           | 19                 | "Counter Attack"       | Brian Kalin O'Connell | Matt Michnovetz                   | 4 tháng 3 năm 2011   | 3.15        | 1.87                     |
| 64           | 20                 | "Citadel Rescue"       | Steward Lee           | Matt Michnovetz                   | 11 tháng 3 năm 2011  | 3.17        | 1.55                     |
| 65           | 21                 | "Padawan Lost"         | Dave Filoni           | Bonnie Mark                       | 1 tháng 4 năm 2011   | 3.16        | 2.31                     |
| 66           | 22                 | "Wookiee Hunt"         | Dave Filoni           | Bonnie Mark                       | 1 tháng 4 năm 2011   | 3.18        | 2.31                     |

### Mùa 4:Chiến tuyến(2011-12)
| TT. tổng thể | TT. trong mùa phim | Tiêu đề                  | Đạo diễn              | Biên kịch                         | Ngày phát hành gốc   | Mã sản xuất | Người xem tại US (triệu) |
| ------------ | ------------------ | ------------------------ | --------------------- | --------------------------------- | -------------------- | ----------- | ------------------------ |
| 67           | 1                  | "Water War"              | Duwayne Dunham        | Jose Molina                       | 16 tháng 9 năm 2011  | 3.22        | 1.93                     |
| 68           | 2                  | "Gungan Attack"          | Brian Kalin O'Connell | Jose Molina                       | 16 tháng 9 năm 2011  | 3.23        | 1.93                     |
| 69           | 3                  | "Prisoners"              | Danny Keller          | Jose Molina                       | 23 tháng 9 năm 2011  | 3.24        | 1.61                     |
| 70           | 4                  | "Shadow Warrior"         | Brian Kalin O'Connell | Daniel Arkin                      | 30 tháng 9 năm 2011  | 3.19        | 1.56                     |
| 71           | 5                  | "Mercy Mission"          | Danny Keller          | Bonnie Mark                       | 7 tháng 10 năm 2011  | 3.20        | 1.35                     |
| 72           | 6                  | "Nomad Droids"           | Steward Lee           | Steve Mitchell & Craig Van Sickle | 14 tháng 10 năm 2011 | 3.21        | 1.67                     |
| 73           | 7                  | "Darkness on Umbara"     | Steward Lee           | Matt Michnovetz                   | 28 tháng 10 năm 2011 | 3.25        | 1.78                     |
| 74           | 8                  | "The General"            | Walter Murch          | Matt Michnovetz                   | 4 tháng 11 năm 2011  | 3.26        | 1.56                     |
| 75           | 9                  | "Plan of Dissent"        | Kyle Dunlevy          | Matt Michnovetz                   | 11 tháng 11 năm 2011 | 4.01        | 1.80                     |
| 76           | 10                 | "Carnage of Krell"       | Kyle Dunlevy          | Matt Michnovetz                   | 18 tháng 11 năm 2011 | 4.02        | 1.62                     |
| 77           | 11                 | "Kidnapped"              | Kyle Dunlevy          | Henry Gilroy                      | 25 tháng 11 năm 2011 | 4.03        | 1.57                     |
| 78           | 12                 | "Slaves of the Republic" | Brian Kalin O'Connell | Henry Gilroy                      | 2 tháng 12 năm 2011  | 4.04        | 1.37                     |
| 79           | 13                 | "Escape from Kadavo"     | Danny Keller          | Henry Gilroy                      | 6 tháng 1 năm 2012   | 4.05        | 1.39                     |
| 80           | 14                 | "A Friend in Need"       | Dave Filoni           | Christian Taylor                  | 13 tháng 1 năm 2012  | 4.06        | 1.51                     |
| 81           | 15                 | "Deception"              | Kyle Dunlevy          | Brent Friedman                    | 20 tháng 1 năm 2012  | 4.07        | 2.12                     |
| 82           | 16                 | "Friends and Enemies"    | Bosco Ng              | Brent Friedman                    | 27 tháng 1 năm 2012  | 4.08        | 1.62                     |
| 83           | 17                 | "The Box"                | Brian Kalin O'Connel  | Brent Friedman                    | 3 tháng 2 năm 2012   | 4.09        | 1.80                     |
| 84           | 18                 | "Crisis on Naboo"        | Danny Keller          | Brent Friedman                    | 10 tháng 2 năm 2012  | 4.10        | 1.86                     |
| 85           | 19                 | "Massacre"               | Steward Lee           | Katie Lucas                       | 24 tháng 2 năm 2012  | 4.11        | 1.46                     |
| 86           | 20                 | "Bounty"                 | Kyle Dunlevy          | Katie Lucas                       | 2 tháng 3 năm 2012   | 4.12        | 2.07                     |
| 87           | 21                 | "Brothers"               | Bosco Ng              | Katie Lucas                       | 9 tháng 3 năm 2012   | 4.13        | 1.99                     |
| 88           | 22                 | "Revenge"                | Brian Kalin O'Connell | Katie Lucas                       | 16 tháng 3 năm 2012  | 4.14        | 2.03                     |

### Mùa 5 (2012-13)
| TT. tổng thể | TT. trong mùa phim | Tiêu đề                         | Đạo diễn              | Biên kịch        | Ngày phát hành gốc   | Mã sản xuất | Người xem tại US (triệu) |
| --- | ------------------ | ------------------------------- | --------------------- | ---------------- | -------------------- | ----------- | ------------------------ |
| 89 | 1                  | "Revival"                       | Steward Lee           | Chris Collins    | 29 tháng 9 năm 2012  | 4.26        | 1.94                     |
| 90 | 2                  | "A War on Two Fronts"           | Dave Filoni           | Chris Collins    | 6 tháng 10 năm 2012  | 4.15        | 1.71                     |
| 91 | 3                  | "Front Runners"                 | Steward Lee           | Chris Collins    | 13 tháng 10 năm 2012 | 4.16        | 1.75                     |
| 92 | 4                  | "The Soft War"                  | Kyle Dunlevy          | Chris Collins    | 20 tháng 10 năm 2012 | 4.17        | 1.57                     |
| 93 | 5                  | "Tipping Points"                | Bosco Ng              | Chris Collins    | 27 tháng 10 năm 2012 | 4.18        | 1.42                     |
| 94 | 6                  | "The Gathering"                 | Kyle Dunlevy          | Christian Taylor | 3 tháng 11 năm 2012  | 4.22        | 1.66                     |
| 95 | 7                  | "A Test of Strength"            | Bosco Ng              | Christian Taylor | 10 tháng 11 năm 2012 | 4.23        | 1.74                     |
| 96 | 8                  | "Bound for Rescue"              | Brian Kalin O'Connell | Christian Taylor | 17 tháng 11 năm 2012 | 4.24        | 1.96                     |
| 97 | 9                  | "A Necessary Bond"              | Danny Keller          | Christian Taylor | 24 tháng 11 năm 2012 | 4.25        | 1.39                     |
| 98 | 10                 | "Secret Weapons"                | Danny Keller          | Brent Friedman   | 1 tháng 12 năm 2012  | 5.04        | 1.46                     |
| 99 | 11                 | "A Sunny Day in the Void"       | Kyle Dunlevy          | Brent Friedman   | 8 tháng 12 năm 2012  | 5.05        | 1.43                     |
| 100 | 12                 | "Missing in Action"             | Steward Lee           | Brent Friedman   | 5 tháng 1 năm 2013   | 5.06        | 1.74                     |
| 101 | 13                 | "Point of No Return"            | Bosco Ng              | Brent Friedman   | 12 tháng 1 năm 2013  | 5.07        | 1.47                     |
| 102 | 14                 | "Eminence"                      | Kyle Dunlevy          | Chris Collins    | 19 tháng 1 năm 2013  | 5.01        | 1.85                     |
| 103 | 15                 | "Shades of Reason"              | Bosco Ng              | Chris Collins    | 26 tháng 1 năm 2013  | 5.02        | 1.83                     |
| 104 | 16                 | "The Lawless"                   | Brian Kalin O'Connell | Chris Collins    | 2 tháng 2 năm 2013   | 5.03        | 1.86                     |
| 105 | 17                 | "Sabotage"                      | Brian Kalin O'Connell | Charles Murray   | 9 tháng 2 năm 2013   | 5.08        | 2.02                     |
| 106 | 18                 | "The Jedi Who Knew Too Much"    | Danny Keller          | Charles Murray   | 16 tháng 2 năm 2013  | 5.09        | 1.64                     |
| 107 | 19                 | "To Catch a Jedi"               | Kyle Dunlevy          | Charles Murray   | 23 tháng 2 năm 2013  | 5.10        | 2.06                     |
| 108 | 20                 | "The Wrong Jedi (Jedi Lạc Lối)" | Dave Filoni           | Charles Murray   | 2 tháng 3 năm 2013   | 5.11        | 2.18                     |
| Việc truy tố đối với Ahsoka được bắt đầu tại Tòa án tối cao sau khi Hội đồng Jedi trục xuất cô khỏi Dòng Jedi. Khi Padmé đấu tranh để chứng minh sự vô tội của Ahsoka, Anakin cuối cùng đã tìm thấy thông tin để giải thoát cho Ahsoka về tội danh của mình và tiết lộ thủ phạm thực sự của tội ác này là Barriss Offee. Tuy nhiên, mặc dù đã được minh oan, Ahsoka cảm thấy bị vỡ mộng và vô cùng thất vọng trước các sự kiện này và tự cô rời khỏi Dòng Jedi. |                    |                                 |                       |                  |                      |             |                          |

### Mùa 6:Các nhiệm vụ bị thất lạc(2014)
Phần thứ sáu được phát hành trọn vẹn vào ngày 7 tháng 3 năm 2014 trên Netflix. Mùa cũng đã được công chiếu tại Đức vào ngày 15 tháng 2 năm 2014 trên Super RTL.
| TT. tổng thể | TT. trong mùa phim | Tiêu đề                    | Đạo diễn              | Biên kịch           | Ngày phát sóng gốc  | Mã sản xuất |
| ------------ | ------------------ | -------------------------- | --------------------- | ------------------- | ------------------- | ----------- |
| 109          | 1                  | "The Unknown"              | Bosco Ng              | Katie Lucas         | 15 tháng 2 năm 2014 | 5.12        |
| 110          | 2                  | "Conspiracy"               | Brian Kalin O'Connell | Katie Lucas         | 15 tháng 2 năm 2014 | 5.13        |
| 111          | 3                  | "Fugitive"                 | Danny Keller          | Katie Lucas         | 15 tháng 2 năm 2014 | 5.14        |
| 112          | 4                  | "Orders"                   | Kyle Dunlevy          | Katie Lucas         | 15 tháng 2 năm 2014 | 5.15        |
| 113          | 5                  | "An Old Friend"            | Brian Kalin O'Connell | Christian Taylor    | 22 tháng 2 năm 2014 | 4.19        |
| 114          | 6                  | "The Rise of Clovis"       | Danny Keller          | Christian Taylor    | 22 tháng 2 năm 2014 | 4.20        |
| 115          | 7                  | "Crisis at the Heart"      | Steward Lee           | Christian Taylor    | 22 tháng 2 năm 2014 | 4.21        |
| 116          | 8                  | "The Disappeared, Part I"  | Steward Lee           | Jonathan W. Rinzler | 1 tháng 3 năm 2014  | 5.16        |
| 117          | 9                  | "The Disappeared, Part II" | Bosco Ng              | Jonathan W. Rinzler | 1 tháng 3 năm 2014  | 5.17        |
| 118          | 10                 | "The Lost One"             | Brian Kalin O'Connell | Christian Taylor    | 1 tháng 3 năm 2014  | 5.18        |
| 119          | 11                 | "Voices"                   | Danny Keller          | Christian Taylor    | 1 tháng 3 năm 2014  | 5.19        |
| 120          | 12                 | "Destiny"                  | Kyle Dunlevy          | Christian Taylor    | 7 tháng 3 năm 2014  | 5.20        |
| 121          | 13                 | "Sacrifice"                | Steward Lee           | Christian Taylor    | 7 tháng 3 năm 2014  | 5.21        |

1. ↑  The first eleven dates in this column refer to the first broadcast of the episodes on Super RTL in Germany, while the remaining two refer to the original release on Netflix in the United States. The last two episodes aired on Super RTL in Germany on March 8, 2014, a day after the Netflix release.

### Mùa 7:Mùa cuối cùng(2020)
Vào ngày 19 tháng 7 năm 2018, Lucasfilm đã thông báo tại San Diego Comic-Con rằng The Clone Wars sẽ trở lại với 12 tập mới và sẽ được phát hành trên Disney+ trong năm đầu tiên của dịch vụ nền tảng trực tuyến này. Mùa thứ bảy và là mùa cuối cùng được công chiếu vào ngày 21 tháng 2 năm 2020.
| TT. tổng thể | TT. trong mùa phim | Tiêu đề                                       | Đạo diễn                           | Biên kịch                                      | Ngày phát sóng gốc  | Mã sản xuất |
| ------------ | ------------------ | --------------------------------------------- | ---------------------------------- | ---------------------------------------------- | ------------------- | ----------- |
| 122          | 1                  | "The Bad Batch"                               | Kyle Dunlevy                       | Matt Michnovetz & Brent Friedman               | 21 tháng 2 năm 2020 | 6.09        |
| 123          | 2                  | "A Distant Echo"                              | Steward Lee                        | Matt Michnovetz & Dave Filoni & Brent Friedman | 28 tháng 2 năm 2020 | 6.10        |
| 124          | 3                  | "On the Wings of Keeradaks"                   | Bosco Ng                           | Matt Michnovetz & Brent Friedman               | 6 tháng 3 năm 2020  | 6.11        |
| 125          | 4                  | "Unfinished Business"                         | Brian Kalin O'Connell              | Matt Michnovetz & Brent Friedman               | 13 tháng 3 năm 2020 | 6.12        |
| 126          | 5                  | "Gone with a Trace"                           | Saul Ruiz & Kyle Dunlevy           | Dave Filoni & Charles Murray                   | 20 tháng 3 năm 2020 | 6.05        |
| 127          | 6                  | "Deal No Deal"                                | Nathaniel Villanueva & Steward Lee | Dave Filoni & Charles Murray                   | 27 tháng 3 năm 2020 | 6.06        |
| 128          | 7                  | "Dangerous Debt"                              | Saul Ruiz & Bosco Ng               | Dave Filoni & Charles Murray                   | 3 tháng 4 năm 2020  | 6.07        |
| 129          | 8                  | "Together Again"                              | Nathaniel Villanueva               | Dave Filoni & Charles Murray                   | 10 tháng 4 năm 2020 | 6.08        |
| 130          | 9                  | "Old Friends, Not Forgotten"                  | Saul Ruiz                          | Dave Filoni                                    | 17 tháng 4 năm 2020 | 7.21        |
| 131          | 10                 | "The Phantom Apprentice"                      | Nathaniel Villanueva               | Dave Filoni                                    | 24 tháng 4 năm 2020 | 7.22        |
| 132          | 11                 | "Shattered"                                   | Saul Ruiz                          | Dave Filoni                                    | 1 tháng 5 năm 2020  | 7.23        |
| 133          | 12                 | "Victory and Death (Chiến Thắng Và Cái Chết)" | Nathaniel Villanueva               | Dave Filoni                                    | 4 tháng 5 năm 2020  | 7.24        |

## The Clone Wars Legacy
Tại thời gian tạm hủy vào tháng 3 năm 2013, vẫn còn nhiều tập phim đang được phát triển. Mười ba trong số các tập phim này đã được hoàn thiện xong để trở thành một phần của Phần 6: Các nhiệm vụ bị thất lạc nhưng vẫn còn những câu chuyện chưa bao giờ được phát hành. Vào tháng 9 năm 2014, Lucasfilm đã công bố chi tiết về nhiều phần truyện từ các tập còn dang dở. Phần truyện Bad Batch cuối cùng đã hoàn thành và được phát sóng dưới dạng vòng cung đầu tiên của phần 7 vào năm 2020.

### Văn chương

##### Darth Maul: Son of Dathomir
Một phần truyện dài bốn tập tiếp tục câu chuyện về Darth Maul từ sau các sự kiện của tập phim mùa 5 "The Lawless". Phần truyện cũng đã đưa ra lý do tại sao Darth Maul được hồi sinh trong tập của mùa 4 "Brothers". Bốn tập phim trong phần truyện có tiêu đề: "The Enemy of My Enemy", "A Tale of Two Apprentices", "Proxy War", và "Showdown on Dathomir" (mã sản xuất: 6.21–6.24). Phần truyện được chuyển thể thành tập truyện tranh 4 tập có tựa đề Darth Maul: Son of Dathomir, được phát hành vào tháng 8 năm 2014 bởi nhà xuất bản Dark Horse Comics.

##### Dark Disciples
Một phần truyện dài 8 tập với các nhân vật Asajj Ventress và Jedi Quinlan Vos đã được Christie Golden chuyển thể thành tiểu thuyết với tựa đề Dark Disciples, phát hành vào ngày 7 tháng 7 năm 2015. Tám tập phim có tựa đề: "Lethal Alliance", "The Mission", "Conspirators", "Dark Disciple", "Saving Vos, Part I", "Saving Vos, Part II", "Traitor", và "The Path (Mã sản xuất: 6.13–6.16 và 7.05–7.08).

### Bảng phân cảnh

#### Crystal Crisis on Utapau
Vào tháng 9 năm 2014, bốn tập phim còn đang dang dở đã được phát hành dưới dạng cuộn phân cảnh hoàn chỉnh, có tựa đề gồm: "A Death on Utapau", "In Search of the Crystal", "Crystal Crisis", và "The Big Bang" (mã sản xuất: 6.01). Phần truyện này diễn ra trên Utapau với Obi-Wan và Anakin đang điều tra một thỏa thuận vũ khí liên quan đến phe Ly khai và một tinh thể kyber. Phần truyện cũng đã đề cập đến những cảm xúc của Anakin sau khi Ahsoka rời khỏi Dòng Jedi. Nó được bao gồm trong bản Blu-ray của mùa 6.

#### The Bad Batch
Phần truyện gồm bốn tập dang dở này đã được công chiếu vào ngày 17 tháng 4 năm 2015, tại Hội nghị Star Wars thường niên, và được phát hành trên trang web chính thức của Star Wars vào ngày 29 tháng 4 năm 2015. Với kịch bản của Brent Friedman, bốn tập phim này sau đó cuối cùng cũng đã được chính thức hoàn thành và được phát sóng với tư cách phần đầu tiên của mùa 7 mới năm 2020 (với một số thay đổi từ các kịch bản gốc).